# En (ville)
 (août 2022).
En est un village du Laos situé dans la province de Luang Prabang, dans le district de Ngoy.